# São Pedro (Porto de Mós)
A Freguesia de São Pedro é uma extinta freguesia portuguesa do Município de Porto de Mós que tinha 14,98 km² de área e 2879 habitantes (2011), e, por isso, uma densidade populacional de 192,2 hab/km².
Foi extinta (agregada) pela reorganização administrativa de 2012/2013, tendo o seu território sido agregado à Freguesia de São João Batista para criara a Freguesia de Porto de Mós - São João Batista e São Pedro.

## População
| População da freguesia de Porto de Mós (São Pedro) | População da freguesia de Porto de Mós (São Pedro) | População da freguesia de Porto de Mós (São Pedro) | População da freguesia de Porto de Mós (São Pedro) | População da freguesia de Porto de Mós (São Pedro) | População da freguesia de Porto de Mós (São Pedro) | População da freguesia de Porto de Mós (São Pedro) | População da freguesia de Porto de Mós (São Pedro) | População da freguesia de Porto de Mós (São Pedro) | População da freguesia de Porto de Mós (São Pedro) | População da freguesia de Porto de Mós (São Pedro) | População da freguesia de Porto de Mós (São Pedro) | População da freguesia de Porto de Mós (São Pedro) | População da freguesia de Porto de Mós (São Pedro) | População da freguesia de Porto de Mós (São Pedro) |
| -------------------------------------------------- | -------------------------------------------------- | -------------------------------------------------- | -------------------------------------------------- | -------------------------------------------------- | -------------------------------------------------- | -------------------------------------------------- | -------------------------------------------------- | -------------------------------------------------- | -------------------------------------------------- | -------------------------------------------------- | -------------------------------------------------- | -------------------------------------------------- | -------------------------------------------------- | -------------------------------------------------- |
| 1864                                               | 1878                                               | 1890                                               | 1900                                               | 1911                                               | 1920                                               | 1930                                               | 1940                                               | 1950                                               | 1960                                               | 1970                                               | 1981                                               | 1991                                               | 2001                                               | 2011                                               |
| 1 754                                              | 1 933                                              | 2 051                                              | 2 365                                              | 2 376                                              | 2 474                                              | 1 836                                              | 2 046                                              | 2 313                                              | 2 462                                              | 2 232                                              | 2 402                                              | 2 582                                              | 2 869                                              | 2 879                                              |

Com lugares desta freguesia foi criada em 1924 a freguesia de Calvaria de Cima

## Património
- Castelo de Porto de Mós
- Pelourinho de Porto de Mós
- Central Termoeléctrica de Porto de Mós